# Плачущая горлица
Пла́чущая го́рлица (лат. Zenaida macroura) — птица отряда голубеобразных, семейства голубиных.

## Описание
Распространена в Северной Америке от Канады и Калифорнии до Мексики. Птица длиной в 30 см. В году бывает 2—3 выводка. Является объектом спортивной охоты, однако в США существует ряд организаций, выступающих за запрещение отстрела этого вида птиц.

### Голос
Крик горлицы громкий, глуховатый.

## Родственные виды
Плачущая горлица рассматривается орнитологами как вид, наиболее близкий к вымершему странствующему голубю (Ectopistes migratorius), который к началу XX века был полностью уничтожен человеком из-за интенсивной охоты, не имевшей никаких пределов и ограничений. Но странствующий голубь принадлежал к другому биологическому роду семейства голубиных.
По этой причине плачущую горлицу иногда рассматривают как вид, с помощью которого в будущем гипотетически возможно воссоздание популяции странствующего голубя путём клонирования.